# ابراهیم مدخلی
ابراهیم مدخلی (انگلیسی: Ibrahim Madkhali؛ زادهٔ ۱۷ نوامبر ۱۹۸۴) یک ورزشکار اهل عربستان سعودی است.
از باشگاه‌هایی که در آن بازی کرده‌است می‌توان به باشگاه فوتبال النصر عربستان سعودی، باشگاه فوتبال الفیصلی عربستان سعودی، و باشگاه فوتبال الرائد عربستان سعودی اشاره کرد.